# Afrique Airlines
Az Afrique Airlines egy személyszállítással foglalkozó benini légitársaság volt. Székhelye: Cotonou.

## Története
2002-ben alapították, és 2003 végéig menetrend szerinti járatokat üzemeltetett Benin és Párizs között. 
2006-ban a társaságot felszámolták.

## Flotta
| Repülőgép       | Darabszám |
| --------------- | --------- |
| Airbus A310-300 | 1         |

## Fordítás
- Ez a szócikk részben vagy egészben  az   Afrique Airlines című angol Wikipédia-szócikk ezen változatának fordításán alapul.  Az eredeti cikk szerkesztőit annak laptörténete sorolja fel. Ez a jelzés csupán a megfogalmazás eredetét és a szerzői jogokat jelzi, nem szolgál a cikkben szereplő információk forrásmegjelöléseként.